# Cidaria fractistriga
Cidaria fractistriga là một loài bướm đêm trong họ Geometridae.